# Hilary Swank
Hilary Ann Swank (Lincoln, Nebraska, 30 de julio de 1974) es una actriz estadounidense.
Ganadora de dos premios Óscar, dos Globos de Oro y un Premio del Sindicato de actores, sus apariciones en películas como Boys Don't Cry o Million Dollar Baby le han reportado tanto buenas críticas como reconocimiento. Su papel como Maggie Fitzgerald en la película de Clint Eastwood suele aparecer en las listas de las mejores interpretaciones femeninas de la historia.
Posteriormente ha trabajado en proyectos como The Black Dahlia, de Brian De Palma, The Reaping, de Stephen Hopkins, Freedom Writers y la serie Away.

## Biografía

### Infancia y primeros años
Hilary Ann Swank nació el 30 de julio de 1974 en Lincoln (Nebraska). Su madre, Judy Kay (nombre de soltera, Clough), era secretaria y bailarina mientras que su padre, Stephen Michael Swank, era Sargento Mayor Jefe en la Guardia Nacional del Aire de Oregón y posteriormente, vendedor. Su abuela materna, Frances Martha Clough (nombre de soltera, Domínguez), había nacido en El Centro (California) y era de ascendencia mexicana. Por su parte, la abuela paterna nació en Inglaterra. El apellido "Swank", originalmente "Schwenk", es de origen alemán.
Después de vivir en Spokane (Washington), la familia Swank se trasladó al Lago Samish en Bellingham (Washington), cuando Hillary tenía tan solo seis años. Fue al Happy Valley Elementary School, al Fairhaven Middle School y el Sehome High School de Bellingham hasta los dieciséis años. También fue una gran deportista que compitió en las Olimpiadas Junior en natación y que alcanzó el quinto puesto como mejor atleta juvenil en el estado de Nebraska. Hilary Ann Swank fue descubierta de niña por un productor que se hizo cargo de su carrera infantil. Hizo su primera aparición cuando tenía nueve años en una de las adaptaciones del El libro de la selva.
Cuando Swank contaba con 15 años, sus padres se separaron y su madre, siguiendo los deseos de su hija de dedicarse a la interpretación, se trasladó a Los Ángeles, donde vivieron en un coche hasta que su madre consiguió dinero para alquilar un apartamento. Swank siempre dice que su madre fue una inspiración para su carrera y su vida. En California, Swank empezó a estudiar en el South Pasadena High School para luego abandonarlo. La actriz describe su paso por ese instituto como: "Me sentía como una extraña. No sentía que encajara. No pertenecía de ninguna manera. Ni siquiera sentí que los profesores me quisieran allí. Simplemente sentía que ni me veían ni me entendían." También explica que quiso convertirse en actriz precisamente por estas experiencias. "Cuando era niña - comentaba la actriz - sentía que pertenecía sólo cuando leía un libro o veía una película y podía involucrarme con un personaje. Fue natural que me convirtiera en actriz porque dediqué mucho tiempo a ser esas otras personas, o al menos a interpretarlas."

### 1992-1999: Inicio de su carrera
Swank hizo su debut en el cine con la comedia de terror de 1992 Buffy la Cazavampiros (Buffy the Vampire Slayer), en un papel secundario. Después de esto, actuó en el telefilm Quiet Days in Hollywood, donde hacía pareja protagonista junto a Chad Lowe, con el que estuvo casada entre 1997 y 2007.

Swank en 1998

Su primer papel protagonista fue para la cuarta entrega de la saga de Karate Kid El nuevo Karate Kid (The Next Karate Kid) (1994) Su buena preparación física le resultó útil y, por ellos, ser elegida entre centenares de candidatas y se convirtió en una actriz popular gracias a este papel de Julie Pierce. Desde entonces recibió numerosas ofertas, y algunas de sus películas obtuvieron un éxito importante. Ese mismo año, fue elegida para protagonizar el drama, Cries Unheard: The Donna Yaklich Story, como la hijastra maltratada que estaba protegida por Donna (Jaclyn Smith). En 1995, apareció con el actor británico Bruce Payne en Kounderfeit. En 1996, protagonizó una película para televisión, el drama familiar Terror in the Family, como una adolescente con problemas. En septiembre de 1997, Swank interpretó a la madre soltera Carly Reynolds en Beverly Hills, 90210 e inicialmente se le prometió que sería un papel de dos años, pero su personaje desapareció después de 16 episodios en enero de 1998. Swank comenta que se sintió destrozada por este hecho diciendo "Pensé que si no soy buena para 90210, no soy buena para nada."
Por Boys Don't Cry, en la que interpreta a un joven transgénero, recibió en 1999 el Óscar a la mejor actriz protagonista. Para este papel se rapó la cabeza y vivió durante un mes como un chico para acostumbrarse al papel, haciéndose pasar por su propio hermano. La directora de la cinta, Kimberly Pierce, puso este requisito a Hilary para conseguir el papel. Su interpretación de Brandon Teena (Teena Brandon) ha sido descrita como sobrecogedora y brillante. Tras interpretar este papel, Swank sufrió un periodo de crisis de identidad: «En los días libres de rodaje, llegaba a casa y me ponía faldas y maquillaje, pero al mirarme al espejo solo veía a un ser andrógino», dijo la actriz una vez superado el trance.

### 2000-2006: Arduo camino al segundo Óscar
Después de este papel, no le llegaron ofertas de buena calidad y su frustración estuvo a punto de provocar una precoz y forzada retirada, hasta que en 2004 Clint Eastwood la llamó para interpretar el papel de Maggie Fitzgerald en Million Dollar Baby. Para este papel, se sometió a un extenso entrenamiento en el ring y en la sala de pesas, con la ayuda del entrenador profesional Grant L. Roberts, ganando ocho kilos de músculo. Swank volvió a ganar el Óscar a la mejor actriz principal. Con este segundo Oscar, se unió al club de Vivien Leigh, Sally Field y Luise Rainer en ser las únicas actrices que han conseguido dos estatuillas con tan solo dos nominaciones. Después de ganar su segundo Oscar, dijo: "No sé qué hice en esta vida para merecer esto. Sólo soy una chica de un parque de caravanas que tuvo un sueño."

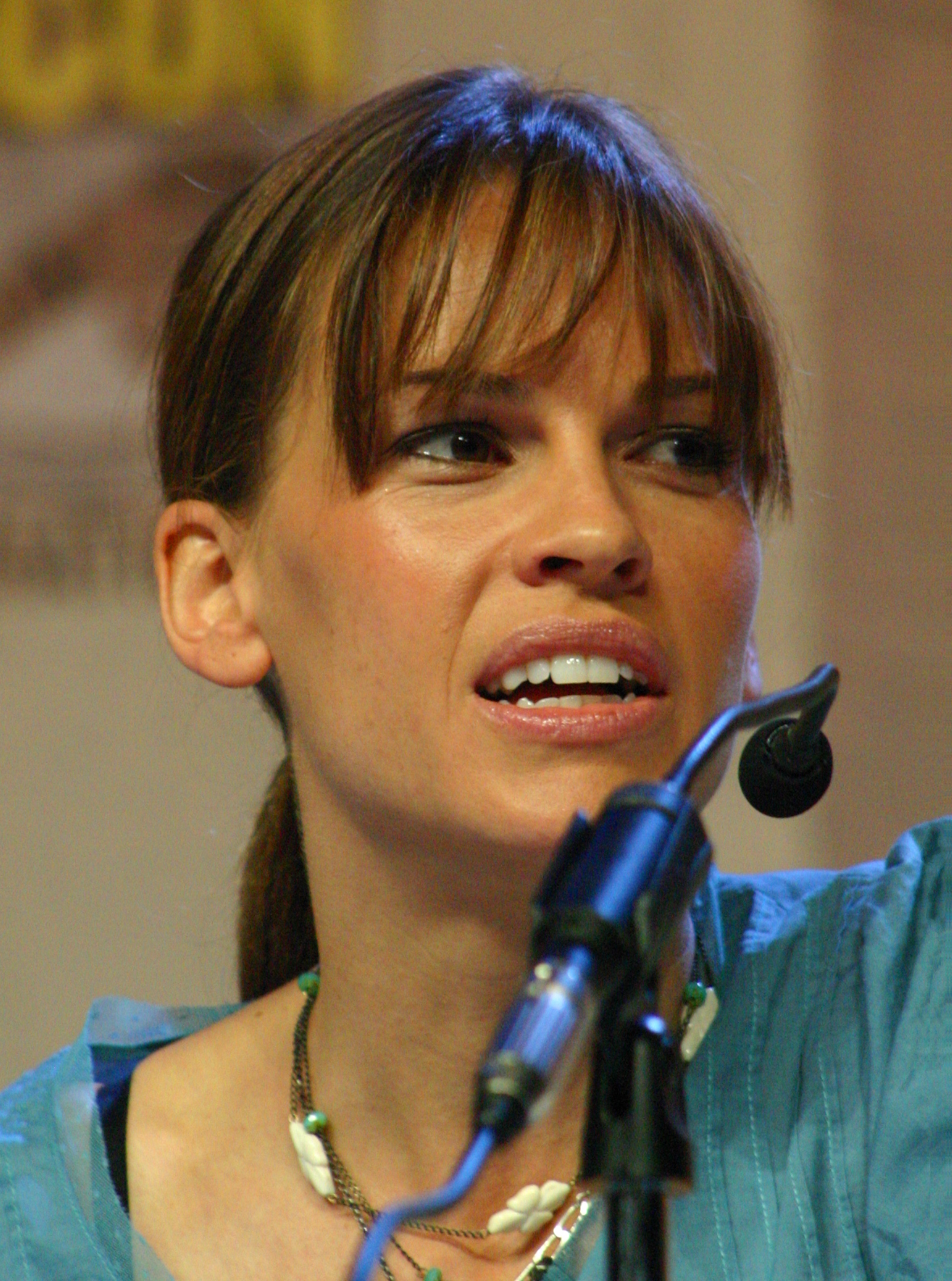
Swank en el San Diego Comic-Con International de 2006

En 2006, Swank firmó un contrato de tres años con Guerlain para ser la cara del perfume Insolence. Por otro lado, recibió una estrella en el Paseo de la Fama de Hollywood el 8 de enero de 2007. En 2007, Swank protagonizó Diarios de la calle (Freedom Writers), sobre la vida real de la maestra Erin Gruwell. Muchas de sus críticas fueron positivas, dando relevancia a la credibilidad de su actuación, y otro afirma que su actuación alcanza una "singular falta de artificio, despojándose de lo esencial". Su siguiente proyecto fue la película de terror La cosecha (The Reaping) (2007), como experta en desacreditar los fenómenos religiosos. Ese mismo año, también protagoniza el drama romántico Posdata: Te quiero (P.S. I Love You) con Gerard Butler.

### 2009-...: Papeles más recientes
Swank encarnó a la pionera Amelia Earhart en el biopic Amelia de 2009, de la que también era coproductora con su empresa 2S Films, una productora que estableció con Molly Smith. Para preparar el papel, comenzó a tomar clases de vuelo en un Cirrus SR22.

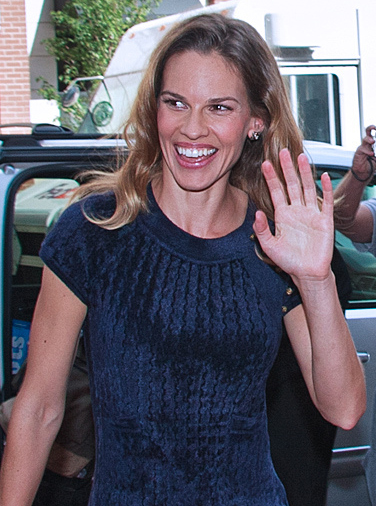
Hilary Swank en el Festival Internacional de Cine de Toronto de 2010

En 2012, Swank grabó el audiolibro Pack of Two: The Intricate Bond Between People and Dogs de Caroline Knapp. En 2013, protagonizó el telefilm Mary and Martha junto a Brenda Blethyn. En 2014, Swank recogió el papel principal de Kate Parker, una mujer cuya vida se hace añicos cuando desarrolla la enfermedad degenerativa, en Siempre estaré contigo (You're Not You) junto a Emmy Rossum y Josh Duhamel.
En 2017, apareció en la comedia de Steven Soderbergh Logan Lucky, como la agente especial Sarah Grayson, junto a Channing Tatum y Daniel Craig, y interpretó a la abogada Colette Hughes en el film de Bille August 55 pasos (55 steps). En 2018, Swank protagonizó y ejerció de productora ejecutiva en el drama Más fuerte que el olvido (What They Had), dirigida por Elizabeth Chomko. También en 2018, participó en la primera temporada de Trust. Por otro lado, Swank fue llamada para participar en la serie de Alejandro González Iñárritu The One Percent.
En julio de 2019, Swank estuvo en el reparto del thriller La caza (The Hunt), junto a Betty Gilpin. Antes del estreno, La trama de la película, sobre la violencia mortal entre políticos liberales y conservadores, causó controversia, después de lo cual Universal retrasó su estreno desde la fecha original de septiembre de 2019. Swank comentó sobre la situación y afirmó: "Nadie ha visto la película. No puedes realmente tener una conversación sobre ello sin entender de qué se trata." El film finalmente fue estrenado en 2020 con críticas tibias. En septiembre de 2020, Swank encarna a Emma, una astronauta, protagonista de la serie de Netflix Away, que fue cancelada después de la primera temporada. De todas maneras, tanto por The Hunt como pro Away, Swank recibió un total de tres nominaciones a los Critics' Choice Super Awards.

## Empresaria de moda
El 18 de octubre de 2016, Swank anunció que lanzaba una línea de alta costura, Mission Statement. La colección incluía chaqueta, tops, vestidos, ropa interior y jerséis que estaban fabricados con técnicas que respetaban el medio ambiente y con precios que oscilaban entre los 125 y los 1,150 dólares. Swank pretendía crear ropa con conciencia ecológica y sin logotipos grandes, y dijo en una entrevista con DuJour que "queremos promover a las mujeres que usan la ropa y no a la marca en sí. Por eso no hay marca externa."

## Vida personal

### Vida sentimental

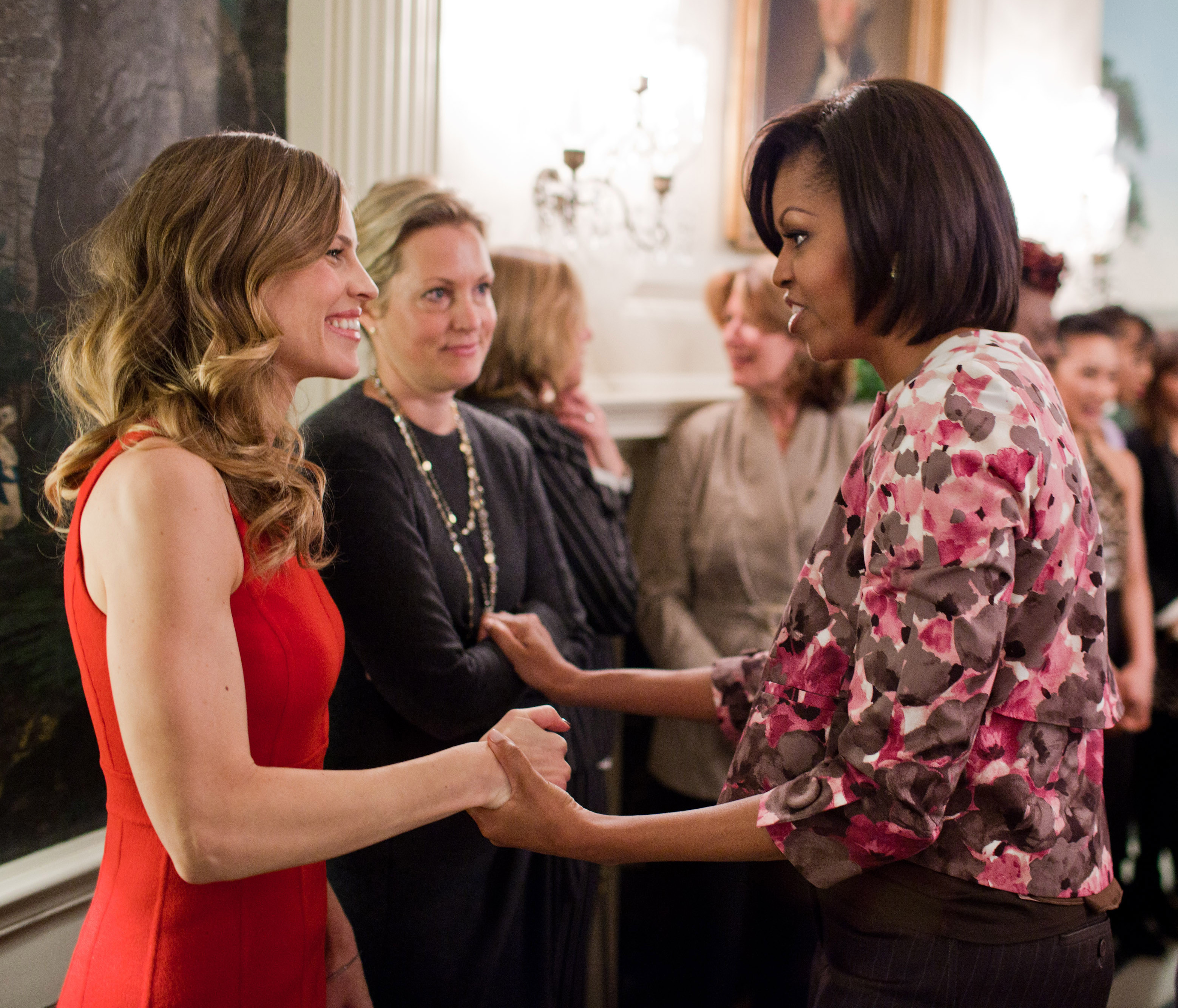
Swank siendo recibida por la primera dama Michelle Obama en 2011.

Swank se casó el 27 de septiembre de 1997 con Chad Lowe (hermano menor de Rob Lowe). Sin embargo, el 9 de enero de 2006 la pareja anunciaba su separación, tras más de 8 años de casados. El 1 de noviembre de 2007 se hizo efectivo el divorcio. En 2007, Swank comenzó una relación con su agente, John Campisi, pero su compromiso acabó en mayo de 2012.
El 22 de marzo de 2016, Swank anunció su compromiso con Rubén Torres. Llevaban saliendo desde mayo de 2015. En junio de 2016 se anunció que se habían separado.
El 18 de agosto de 2018 se casó con el empresario Philip Schneider tras dos años de relación. En octubre de 2022 anunció que estaba esperando mellizos. El 10 de abril de 2023 anunció en Instagram el nacimiento de su hijo e hija.

### Actos solidarios
En julio de 2007, la marca de productos para el cabello Pantene y la ONG Entertainment Industry Foundation's Women's Cancer Research Fund, firmó a Swank para representar la campaña solidaria Pantene Beautiful Lengths en 2008. La campaña animó a las personas a donar su cabello sano para crear pelucas gratuitas para mujeres que han perdido el cabello debido al tratamiento contra el cáncer. Swank participó en el programa Million Inch Chain de Pantene cortándose el pelo y donándolo.
Swank presentó y coprodujo un especial de televisión de dos horas para la Fox Cause for Paws: An All-Star Dog Special, que se emitió en la Noche de Acción de Gracias de 2014. El show estaba dedicada a la adopción de perros. En 2014, The Petco Foundation premió a Swank por su dedicación al mundo animal y, en 2015, recibió el Compassion Award de la ASPCA.
En 2015, Swank fundó "The Hilaroo Foundation", cuyo objetivo es reunir a adolescentes en riesgo y perros rescatados con la esperanza de que los dos puedan ayudarse mutuamente. Swank pensó en crear esta fundación después de adoptar a un perro llamado Karoo en Sudáfrica.

## Filmografía

### Cine
| Cine | Cine                           | Cine                              | Cine                   | Cine                        | Cine |
| Año  | Título                         | Título                            | Director               | Rol                         |      |
| Año  | Título en España               | Título original                   | Director               | Rol                         |      |
| ---- | ------------------------------ | --------------------------------- | ---------------------- | --------------------------- | ---- |
| 1992 | Buffy la Cazavampiros          | Buffy the Vampire Slayer          | Fran Rubel Kuzui       | Kimberly Hannah             |      |
| 1994 | El nuevo Karate Kid            | The Next Karate Kid               | Christopher Cain       | Julie Pierce                |      |
| 1996 | Asesinos del más allá II       | Sometimes They Come Back... Again | Adam Grossman          | Michelle Porter             |      |
| 1996 | Pacto letal                    | Kounterfeit                       | John Asher             | Coleen                      |      |
| 1997 | Días tranquilos                | Quiet Days in Hollywood           | Josef Rusnak           | Lolita                      |      |
| 1998 | El desafío de Logan            | Heartwood                         | Lanny Cotler           | Sylvia Orsini               |      |
| 1999 | Los chicos no lloran           | Boys don't cry                    | Kimberly Peirce        | Brandon Teena               |      |
| 2000 | Premonición                    | The Gift                          | Sam Raimi              | Valerie Barksdale           |      |
| 2000 | The Audition Cortometraje      | The Audition Cortometraje         | Chad Lowe              | n/c                         |      |
| 2001 | El misterio del collar         | The Affair of the Necklace        | Charles Shyer          | Jeanne de Valois-Saint-Rémy |      |
| 2002 | Insomnia                       | Insomnia                          | Christopher Nolan      | Detective Ellie Burr        |      |
| 2002 | The Space Between Cortometraje | The Space Between Cortometraje    | Chad Lowe              | n/c                         |      |
| 2003 | 11:14 - Destino fatal          | 11:14                             | Greg Marcks            | Buzzy                       |      |
| 2003 | El núcleo                      | The Core                          | Jon Amiel              | "Mayor Rebecca Childs"      |      |
| 2004 | Tierra de sangre               | Red Dust                          | Tom Hooper             | Sarah Barcant               |      |
| 2004 | Million Dollar Baby            | Million Dollar Baby               | Clint Eastwood         | Maggie Fitzgerald           |      |
| 2004 | Ángeles de hierro              | Iron Jawed Angels                 | Katja von Garnier      | Alice Paul                  |      |
| 2006 | La Dalia Negra                 | The Black Dahlia                  | Brian De Palma         | Madeleine Linscott          |      |
| 2007 | La cosecha                     | The Reaping                       | Stephen Hopkins        | Katherine Winter            |      |
| 2007 | Diarios de la calle            | Freedom Writers                   | Richard LaGravenese    | Erin Gruwell                |      |
| 2007 | Posdata: te quiero             | P.S. I Love You                   | Richard LaGravenese    | Holly Kennedy               |      |
| 2008 | Birds of America               | Birds of America                  | Craig Lucas            | Laura                       |      |
| 2009 | Amelia                         | Amelia                            | Mira Nair              | Amelia Earhart              |      |
| 2010 | Justicia final                 | Conviction                        | Tony Goldwyn           | Betty Anne Waters           |      |
| 2011 | La víctima perfecta            | The Resident                      | Antti Jokinen          | Dr. Juliet Devereau         |      |
| 2011 | Noche de fin de año            | New Year's Eve                    | Garry Marshall         | Claire Morgan               |      |
| 2014 | Deuda de honor                 | The Homesman                      | Tommy Lee Jones        | Mary Bee Cuddy              |      |
| 2014 | Nunca me dejes sola            | You're Not You                    | George C. Wolfe        | Kate                        |      |
| 2016 | Spark                          | Spark                             | Aaron Woodley          | La reina Voz                |      |
| 2017 | 55 pasos                       | 55 steps                          | Bille August           | Colette                     |      |
| 2017 | La suerte de los Logan         | Logan Lucky                       | Steven Soderbergh      | -                           |      |
| 2018 | Más fuerte que el olvido       | What They Had                     | Elizabeth Chomko       | Bridget Ertz                |      |
| 2019 | I Am Mother                    | I Am Mother                       | Grant Sputore          | Mujer Herida                |      |
| 2020 | La caza                        | The Hunt                          | Craig Zobel            | Athena                      |      |
| 2020 | Fatale                         | Fatale                            | Deon Taylor            | Detective Val Quinlan       |      |
| 2023 | Detrás de la verdad            | The Good Mother                   | Miles Joris-Peyrafitte | Marissa                     |      |
| 2024 | Ordinary Angels                | Ordinary Angels                   | Jon Gunn               | Sharon Stevens              |      |

### Televisión
| 1991    | Evening Shade                          | Aimee Thompson  | Serie - 2 episodios                  |
| 1991–92 | Growing Pains (Los problemas crecen)   | Sasha Serotsky  | Serie - 2 episodios                  |
| 1992–93 | Camp Wilder                            | Danielle        | Serie - 19 episodios (rol principal) |
| 1992–93 | Camp Bicknell                          | Danielle        | Película para televisión             |
| 1994    | Cries Unheard: The Donna Yaklich Story | Patty Yaklich   | Película para televisión             |
| 1996    | Terror in the Family                   | Deena Martin    | Película para televisión             |
| 1997    | Dying to Belong                        | Lisa Connors    | Película para televisión             |
| 1997    | The Sleepwalker Killing                | Lauren Schall   | Película para televisión             |
| 1997    | Leaving L.A.                           | Tiffany Roebuck | Serie - 6 episodios (rol principal)  |
| 1997–98 | Beverly Hills, 90210                   | Carly Reynolds  | Serie - 16 episodios (rol principal) |
| 2013    | Mary and Martha                        | Mary            | Película para televisión             |
| 2016    | The One Percent                        | Laura Murphy    | Serie -                              |

## Premios y distinciones
Premios Óscar
| Año  | Categoría    | Película            | Resultado |
| ---- | ------------ | ------------------- | --------- |
| 2000 | Mejor Actriz | Boys don't cry      | Ganadora  |
| 2005 | Mejor Actriz | Million Dollar Baby | Ganadora  |

Globos de Oro
| Año  | Categoría                                   | Película            | Resultado |
| ---- | ------------------------------------------- | ------------------- | --------- |
| 2000 | Mejor Actriz - Drama                        | Boys don't cry      | Ganadora  |
| 2005 | Mejor Actriz - Miniserie o Telefilme        | Iron Jawed Angels   | Nominada  |
| 2005 | Mejor Actriz - Drama                        | Million Dollar Baby | Ganadora  |
| 2022 | Mejor actriz de serie de televisión - Drama | Alaska Daily        | Nominada  |

Premios BAFTA
| Año  | Categoría    | Película       | Resultado |
| ---- | ------------ | -------------- | --------- |
| 2000 | Mejor Actriz | Boys don't cry | Nominada  |

Premio del Sindicato de Actores
| Año  | Categoría     | Película            | Resultado |
| ---- | ------------- | ------------------- | --------- |
| 2000 | Mejor Actriz  | Boys don't cry      | Nominada  |
| 2005 | Mejor Reparto | Million Dollar Baby | Nominada  |
| 2005 | Mejor Actriz  | Million Dollar Baby | Ganadora  |
| 2011 | Mejor Actriz  | Conviction          | Nominada  |

Premio de la Crítica Cinematográfica
| Año  | Categoría    | Película            | Resultado |
| ---- | ------------ | ------------------- | --------- |
| 2000 | Mejor Actriz | Boys don't cry      | Ganadora  |
| 2005 | Mejor Actriz | Million Dollar Baby | Ganadora  |

Premio Satellite
| Año  | Categoría            | Película            | Resultado |
| ---- | -------------------- | ------------------- | --------- |
| 2000 | Mejor Actriz - Drama | Boys don't cry      | Ganadora  |
| 2005 | Mejor Actriz - Drama | Million Dollar Baby | Ganadora  |

Premios Sant Jordi
| Año  | Categoría                           | Película            | Resultado |
| ---- | ----------------------------------- | ------------------- | --------- |
| 2005 | Mejor actriz en película extranjera | Million Dollar Baby | Ganadora  |